# Toile
Toile (französisch „Leinwand“) ist ein dem Feinbatist vergleichbares textiles Gewebe in Tuchbindung.
Als Materialien werden üblicherweise Naturseide oder Chemiefaser-Filamente verwendet.
Auch ein feinfädiger, überwiegend stückfarbiger und kahlappretierte Kammgarnstoff in Tuchbindung trägt diese Bezeichnung. Der Griff ist weich, das Gewebe fließend.